# Khosrovasar Lerr
Khosrovasar Lerr är ett berg i Armenien.   Det ligger i provinsen Ararat, i den centrala delen av landet, 40 kilometer sydost om huvudstaden Jerevan. Toppen på Khosrovasar Lerr är 1 969 meter över havet, eller 313 meter över den omgivande terrängen. Bredden vid basen är 2,9 km.
Terrängen runt Khosrovasar Lerr är kuperad åt sydväst, men åt nordost är den bergig. Närmaste större samhälle är Vedi, 16,2 kilometer väster om Khosrovasar Lerr. 
Trakten runt Khosrovasar Lerr består i huvudsak av gräsmarker. Runt Khosrovasar Lerr är det ganska tätbefolkat, med 155 invånare per kvadratkilometer.